# Australophis
Australophis is een geslacht van uitgestorven slangen, dat leefde tijdens het Laat-Krijt (Campanien - Maastrichtien, 75-70 miljoen jaar geleden). De fossiele resten zijn gevonden in Zuid-Amerika (Argentinië).

## Ontdekking
De typesoort Australophis anilioides werd in 2008 benoemd door Raúl Gomez, Ana Baez & Guillermo Rougier. De geslachtsnaam betekent "zuidelijke slang". De soortaanduiding betekent "gelijkend op Anilius".
De overblijfselen van deze slang bestaan uit enkele wervels die gevonden zijn in de Allenformatie, in de provincie Río Negro. Het holotype is MML-PV181, een wervel gelegen vóór de cloaca. Toegewezen is specimen MML-PV 182-190, negen wervels die niet uit de staart komen.

## Fylogenie
De morfologische structuur van deze wervels doet sterk denken aan die van de huidige Anilius scytale, een Zuid-Amerikaanse slang die als een van de meest basale wordt beschouwd. Een andere soortgelijke vorm, Hoffstetterella, is bekend in iets recentere lagen (Vroeg-Paleoceen) in Brazilië. Het is daarom mogelijk dat deze drie vormen een monofyletische groep vormen die endemisch is voor Zuid-Amerika en zich in het Krijt onderscheidt van andere basale slangen als Cylindrophis ruffus en de Uropeltidae. Dit zou getuigen van een opmerkelijke diversificatie van basale slangen die al in het Laat-Krijt bestonden.